# Villacrecians
Els villacrecians van ser un grup reformista de l'orde de Frares Menors Conventuals que va existir entre 1403 i 1471.
Va ser iniciat com a reforma observant de l'orde pel frare Pedro de Villacreces, teòleg i predicador castellà, en 1376, amb la fundació de l'eremitori de Santa María de la Salceda a Tendilla (Guadalajara). Va tenir un ràpid desenvolupament, fundant-se les comunitats de: Domus Dei de La Aguilera (1404), San Antonio de La Cabrera (1405) i Scala Coeli d'El Abrojo (1415).

## Característiques
L'observança villacreciana es caracteritzava pel retorn a l'esperit primigeni de l'orde, però amb un notable increment de l'austeritat i les penitències. Estaven molt influïts pels corrents franciscans espirituals, especialment pel joaquimista Ubertino de Casale. Altres característiques són l'amor a la pobresa, l'aversió als diners i l'esperit de pregària, l'amor als pobres i l'almoina com a lliurament obligatori al pobre d'allò que hom té, no com una donació graciosa.
Al Memorial de oficios que regulava la vida conventual es llegeix:
Las limosnas demasiadas e non necesarias no les deben recibir ni demandar, antes con toda la fortaleza de corazón las deben esquivar, creyendo con toda fe que las tales se roban a los pobres e han de dar cuenta de ellas como ladrones e robadores. Los dineros aunque los den por interpuesta persona, deben responder que les den a otros pobres, tanta cuenta deben hacer de ellos como del estiércol de las bestias e de los hombres.
Al començament, va conrear una manera de viure eremítica, envoltat l'església del convent d'ermites disperses que cada frare construïa i on feien vida de penitència i retir. La vida comunitària es feia als oficis, àpats, etc. La reclusió, el silenci, la dieta frugal, les hores de pregària (fins a dotze o tretze al dia), l'establiment de les comunitats en llocs apartats dels poblats, eren normes de l'observança. L'estudi, habitual en altres branques de l'orde, només s'autoritzava a un nombre reduït de frares.
Malgrat la radicalitat de la reforma, les comunitats estaven totalment subjectes a l'autoritat dels ministres generals de l'orde, els franciscans conventuals: Villacreces no volia crear un nou orde ni que els convents reformats se separessin de l'orde, sinó viure al si d'aquest d'una manera més rigorosa.
Villacreces, preocupat per "medir el tiempo y ocuparlo todo sin que pudiese haber ociosidad" va redactar el Memorial de los oficios activos y contemplativos de los frailes menores, que va servir com a reglament de les comunitats.

## Desenvolupament
Villacreces, amb el seu deixebe Lope de Salazar, va ser al Concili de Constança de 1418, on va obtenir del papa Martí V les Constitucions apostòliques que reconeixien la reforma oficialment: s'aprovava l'austeritat de les fundacions i la seva dependència dels ministres generals dels franciscans, ja que, a diferència dels franciscans observants, Villacreces preferia de seguir al si de l'orde conventual.
Fra Pedro de Santoyo (ca. 1377-1431), deixeble de Villacreces format a La Aguilera, va marxar a Terra Santa i, en tornar, va entrar en contacte amb reformadors franciscans italians, entre ells Bernardí de Siena. Va anar separar-se de la reforma villacreciana per a iniciar-ne una d'una nova encara més estricta i rigorosa, que va unir-se a l'Observança el 1432, i que va ser declarada custòdia independent el 1477, amb 23 convents, integrant-se en el nou moviment reformista dels franciscans descalços.
Lope de Salazar y Salinas (Burgos, ca. 1393-1463), al seu torn, va ser el continuador de Villacreces i va fundar entre 1424 i 1454, vuit convents a les províncies de Burgos i Logronyo; amb el temps, van constituir una custòdia independent, la Custodia de Santa María de los Menores, dintre de la província franciscana de Castella, sempre subjecta a l'autoritat dels franciscans conventuals. Va comptar amb la protecció de Pedro Fernández de Velasco, comte d'Haro. També va fundar tres comunitats femenines (Briviesca, Belorado i Santa Gadea) que en 1460 deixaran la regla del Tercer Orde de Sant Francesc per adoptar-ne la de les clarisses.
Entre 1454 i 1463, Salazar va fundar cinc comunitats noves i va redactar escrits on es defensava de les acusacions d'excés de rigor que van fer alguns membres dels convents fundats per Pedro de Santoyo. També va redactar les primeres constitucions de la custòdia, en 1457: Memorial de la vida y ritos de la custòdia de Santa María de los Menores. Pius II els concedí privilegis (1460).
Mentrestant, Pedro Regalado va succeir Villacreces al davant de les cases de La Aguilera i El Abrojo. El papa havia proposat d'incorporar-les a l'Observança quan morís Villacreces, però Regalado s'hi oposà fermament i va aconseguir de mantenir-les sota la jurisdicció del general conventual, com havia estat el desig del fundador.
Posteriorment, dels convents d'aquesta observança van sorgir importants figures, com Juan de Zumárraga, primer arquebisbe de Mèxic i defensor dels indis, que havia estat superior d'El Abrojo.
Quan es produí la separació entre franciscans observants i franciscans conventuals en 1446, els primers amb vicaris independents dels ministres i capítols diferenciats, els convents van adscriure's a una o altra branca de l'orde: els fundats per Santoyo van entrar a la família observant, mentre que els de Villacreces i Salazar van obtenir del papa Nicolau V la possibilitat de ser observants però dintre de l'orde conventual.
Van aparèixer llavors vicaries i custòdies noves: la vicaria de Castella, sota l'autoritat de fra Alfonso Borox, la de Santiago amb Juan de Santa María, la de Sevilla i la de Santoyo amb Luis de Saja. Alfonso Borox va intentar, fins que morí en 1469, que tots els reformats per Villacreces, Santoyo i Salazar, depenguessin els vicaris dels observants: el 1471 la custòdia de Salazar i en 1481 la de La Aguilera van ser sotmeses a la jurisdicció dels vicaris dels franciscans observants.